# Patrimoine juif d'Île-de-France

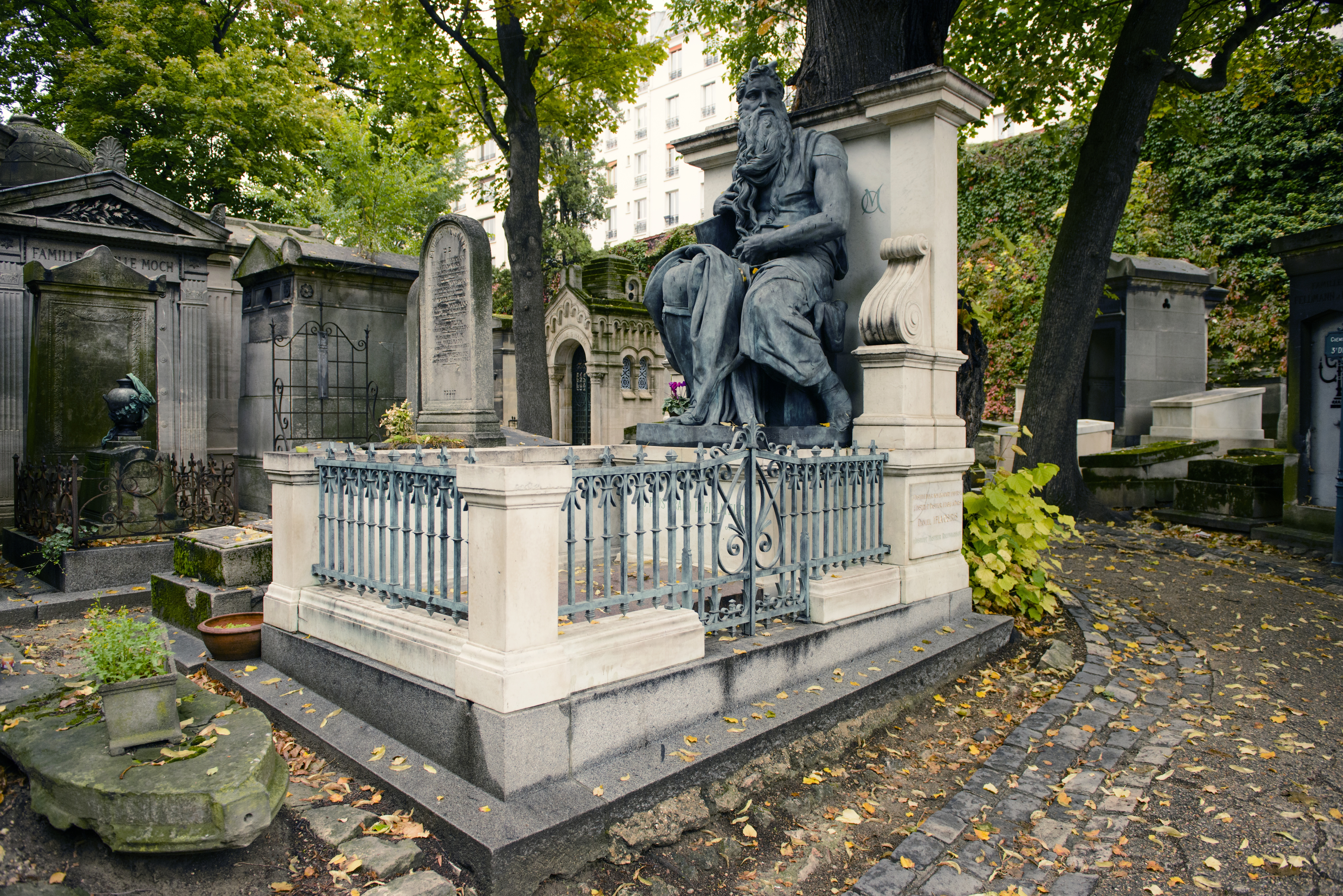
Daniel Iffla dit Osiris, banquier et mécène qui a notamment financé l'édification de la synagogue Buffault.

Inventaire du patrimoine juif de la Région Île-de-France, classé par département et par lettre alphabétique de communes.
La présentation de cet inventaire s'inspire des listes de monuments historiques, incluant tous les éléments patrimoniaux ayant fait ou non l'objet d'une notice d'inventaire par les services régionaux chargés de l'inventaire et de la protection au titre des monuments historiques de la région Île-de-France, que les éléments soient ou non protégés au titre des monuments historiques où qu'ils aient disparu et ait été transformés où réutilisés à d'autres fins. 
Lorsqu’une communauté a complètement disparu, où n’est plus représentée que par quelques membres, la notice indique « Communauté disparue » en marge de chaque commune concernées.
Certains éléments protégés au titre des monuments historiques font parfois l'objet de deux notices distinctes : l'une établie par la Conservation régionale des monuments historiques (notices PA) et l'autre par le Service régional de l'inventaire de chaque région (IA).
D'une manière générale le patrimoine du XIXe siècle a été inscrit sur l'inventaire supplémentaire des monuments historiques, à quelques exceptions près ainsi que quelques éléments spécifiques (peintures, objets mobiliers qui ont été classés au titre des monuments historiques…
C’est au XIXe siècle que certaines communautés introduisirent l’orgue dans les synagogues, en engageant un non-juif pour en jouer le Shabath et les fêtes (Synagogue de Versailles…)

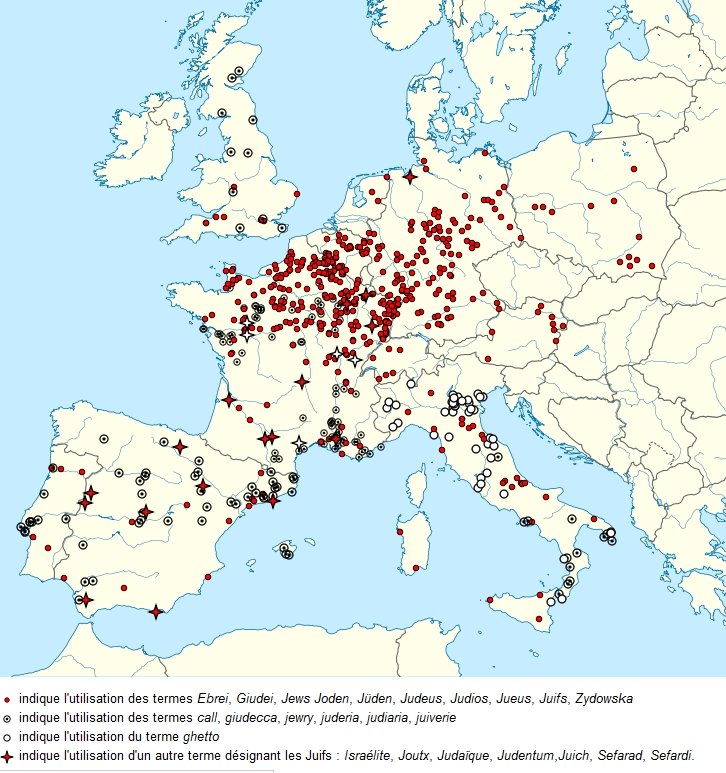
Carte des rues des Juifs (ou équivalents) dans divers pays européens
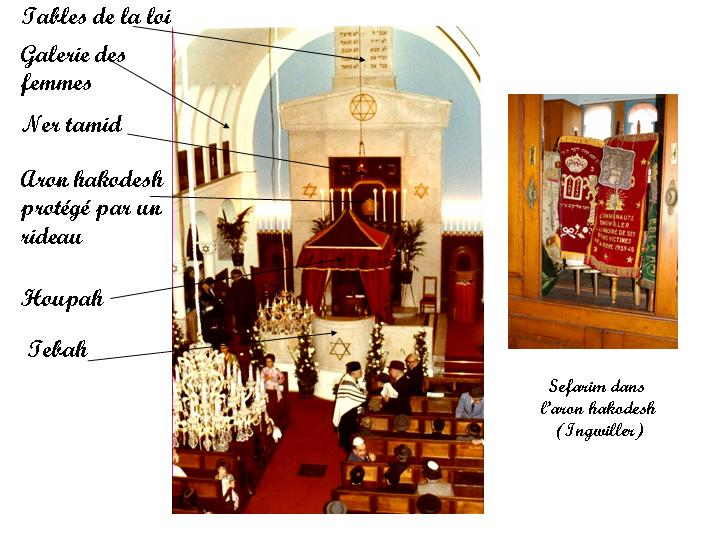
Présentation d'une synagogue (ici synagogue de Neuilly et synagogue d'Ingwiller)
Carte des départements avec le nom des régions
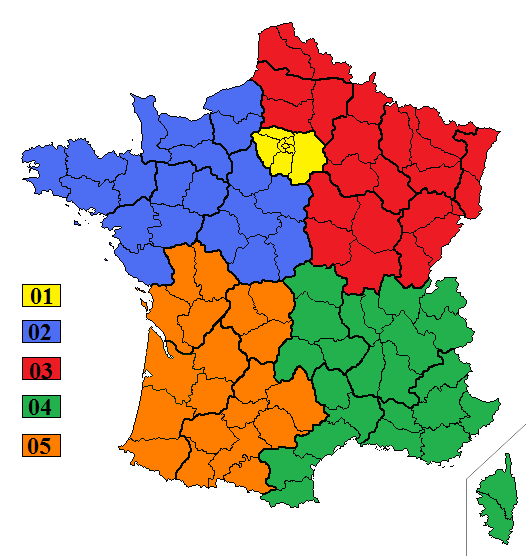
Répartition géographique des inventaires du patrimoine juif en France

## Introduction
L’appel à la croisade d’Urbain II en 1095 déclenche des persécutions de la part des paysans envers les communautés juives de France et d’Allemagne. Voir : Persécution des Juifs pendant la première croisade
Il existait de nombreuses synagogues en France pendant les premiers siècles du Moyen Âge. Or, à la suite de la mort de son père survenu le 18 septembre 1180 Philippe II de France, dit Philippe Auguste, roi à quinze ans, est confronté à l'affaiblissement du pouvoir royal. L'une de ses premières décisions est totalement contraire à la politique suivie par son père : l'expulsion des juifs et la confiscation de leurs biens (17 avril 1182) tranche avec la protection que Louis VII avait accordée à la communauté juive. La raison officiellement donnée désigne les juifs responsables de calamités diverses, mais l'objectif réel est surtout de renflouer les caisses royales, bien mal en point en ce début de règne. Ces mesures ne dureront pas : l'interdiction du territoire cesse en 1198, et l'attitude conciliatrice qu'avait adoptée Louis VII redevient bientôt la norme. C'est à cette période que Philippe Auguste fit détruire ou convertir les synagogues en églises.
La question juive a été discutée à plusieurs reprises de 1789 à 1791 par l'Assemblée constituante. La pleine citoyenneté est d'abord accordée aux Juifs du Sud-Ouest et à ceux de la Provence, Avignon et le Comtat-Venaissin et le 28 septembre 1791 à tous les Juifs du royaume. Les dernières lois discriminatoires ne sont abolies que sous la monarchie de juillet (Voir : Juifs et judaïsme en Europe).
Les recherches historiques et documentaires portent sur l’ensemble des informations liées à la culture, la mémoire et le patrimoine architectural et mobilier juifs, et à ce qui peut contribuer à illustrer l’histoire du judaïsme. On pourra lister également les monuments Mémoriaux de la Shoah, les éléments de la résistance juive en France, mais sans élargir le débat à toutes les victimes françaises (d’autres articles leur étant consacrés par ailleurs.
Une "Association européenne pour la préservation et la valorisation de la culture et du patrimoine juifs" (AEPJ) fait découvrir les sites juifs au grand public, à savoir entre autres les synagogues, cimetières, bains rituels, musées, quartiers, monuments juifs, notamment par l’organisation annuelle de la journée européenne de la culture juive. L’AEPJ est également chargée de développer et de faire connaître l’"Itinéraire européen du patrimoine juif".

## Région Île-de-France[11],Judaïques et cultures en Île-de-France

### Patrimoine juif de la Ville de Paris (75)
| Monument | Adresse                                                                   | Coordonnées                      | Notice         | Protection                       | Date                                    | Illustration |
| --- | ------------------------------------------------------------------------- | -------------------------------- | -------------- | -------------------------------- | --------------------------------------- | --- |
| Synagogue Nazareth | Paris, 3e arrondissement. 8 rue du Verbois, 15 rue Notre-Dame-de-Nazareth | 48° 31′ 12″ nord, 2° 12′ 49″ est | « PA00086234 » | inscrite                         | 1822 ; 1852                             | Synagogue Nazareth |
| Musée d'art et d'histoire du judaïsme                                                                                      | Paris, 3e arrondissement, 71 de la rue du Temple                          | 48° 30′ 50″ nord, 2° 12′ 43″ est | « PA00086156 » | classé                           | XVIIe siècle ; XIXe siècle ; XXe siècle | Musée d'art et d'histoire du judaïsme                                                                                      |
| Mémorial des Martyrs de la Déportation                                                                                     | Paris, 4e arrondissement                                                  | 48° 51′ 06″ nord, 2° 21′ 09″ est | « PA00125453 » | classé                           | 1962                                    | Mémorial des Martyrs de la Déportation                                                                                     |
| Mémorial de la Shoah et le mur des justes                                                                                  | Paris, 4e arrondissement.                                                 | 48° 51′ 17″ nord, 2° 21′ 22″ est |                |                                  |                                         | Mémorial de la Shoah et le mur des justes                                                                                  |
| Synagogue | Paris, 4e arrondissement. 18 rue des Ecouffes                             | à géolocaliser                   |                |                                  |                                         | Synagogue |
| Pletzl | Paris, 4e arrondissement. « place Saint-Paul » ou « place des Juifs »     | 48° 51′ 25″ nord, 2° 21′ 35″ est |                |                                  |                                         | Pletzl |
| Synagogue de la rue des Tournelles                                                                                         | Paris, 4e arrondissement, 21 bis rue des Tournelles                       | 48° 30′ 43″ nord, 2° 13′ 15″ est | « PA00086478 » | inscrite, et site inscrit        | 1876                                    | Synagogue de la rue des Tournelles                                                                                         |
| Synagogue Charles Liché, où Synagogue de la place des Vosges                                                               | Paris, 4e arrondissement. 14 place des Vosges                             | à géolocaliser                   | « PA00086478 » | clasée et en site inscrit        | 1963                                    | Image manquante Téléverser                                                                                                 |
| Synagogue de la rue du Bourg-Tibourg                                                                                       | Paris, 4e arrondissement. 24 rue du Bourg-Tibourg                         | à géolocaliser                   |                |                                  |                                         | Image manquante Téléverser                                                                                                 |
| Synagogue de la rue Pavée                                                                                                  | Paris, 4e arrondissement, 10 rue Pavée                                    | 48° 30′ 44″ nord, 2° 12′ 50″ est | « PA00086477 » | inscrite                         | 1913                                    | Synagogue de la rue Pavée                                                                                                  |
| Synagogue du 17 rue des Rosiers                                                                                            | Paris, 4e arrondissement, 17 rue des Rosiers                              | à géolocaliser                   |                |                                  |                                         | Image manquante Téléverser                                                                                                 |
| Synagogue du 25 rue des Rosiers                                                                                            | Paris, 4e arrondissement, 25 rue des Rosiers                              | à géolocaliser                   |                |                                  |                                         | Image manquante Téléverser                                                                                                 |
| Ecole de Travail-ORT | Paris, 4e arrondissement, 4 bis rue des Rosiers                           | à géolocaliser                   |                |                                  |                                         | Image manquante Téléverser                                                                                                 |
| Synagogue Vauquelin | Paris, 5e arrondissement, 9 rue Vauquelin                                 | à géolocaliser                   |                |                                  |                                         | Image manquante Téléverser                                                                                                 |
| Hôtel Lutetia | Paris, 6e arrondissement                                                  | à géolocaliser                   |                |                                  |                                         | Image manquante Téléverser                                                                                                 |
| Musée Zadkine | Paris, 6e arrondissement                                                  | à géolocaliser                   |                |                                  |                                         | Image manquante Téléverser                                                                                                 |
| Musée Nissim-de-Camondo | Paris, 8e arrondissement                                                  | à géolocaliser                   |                |                                  |                                         | Image manquante Téléverser                                                                                                 |
| Alliance israélite universelle                                                                                             | Paris, 9e arrondissement                                                  | à géolocaliser                   |                |                                  |                                         | Image manquante Téléverser                                                                                                 |
| Grande synagogue de Paris, appelée généralement Synagogue de la Victoire ou Grande Synagogue de la Victoire et Consistoire | Paris, 9e arrondissement. 44 rue de la Victoire                           | 48° 52′ 32″ nord, 2° 20′ 11″ est | « PA00089001 » | classée, et en site inscrit      | 1867 ; 1876                             | Grande synagogue de Paris, appelée généralement Synagogue de la Victoire ou Grande Synagogue de la Victoire et Consistoire |
| Synagogue Adas Yereim, connue sous le nom de la Synagogue de la Rue Cadet ou Communauté Israélite De La Stricte Observance | Paris, 9e arrondissement. 10 rue Cadet                                    | 48° 52′ 28″ nord, 2° 20′ 34″ est |                |                                  | 1930                                    | Image manquante Téléverser                                                                                                 |
| Synagogue Buffault, la première sépharade                                                                                  | Paris, 9e arrondissement, 28 rue Buffault                                 | à géolocaliser                   |                | Le Temple Buffault               | juin 1877                               | Synagogue Buffault, la première sépharade                                                                                  |
| Synagogue Rashi (Paris) | Paris, 9e arrondissement. 6 rue Ambroise-Thomas                           | à géolocaliser                   |                |                                  |                                         | Synagogue Rashi (Paris) |
| Synagogue Saint-Lazare | Paris, 9e arrondissement. 18 rue Saint-Lazare                             | à géolocaliser                   |                |                                  |                                         | Image manquante Téléverser                                                                                                 |
| Bibliothèque Medem, Maison de la culture Yiddish                                                                           | Paris, 10e arrondissement                                                 | à géolocaliser                   |                |                                  |                                         | Image manquante Téléverser                                                                                                 |
| Synagogue La Fraternelle                                                                                                   | Paris, 10e arrondissement, 56 rue des Petites Écuries                     | à géolocaliser                   |                |                                  |                                         | Image manquante Téléverser                                                                                                 |
| Synagogue centre communautaire de Paris                                                                                    | Paris, 10e arrondissement, 119 rue La Fayette                             | à géolocaliser                   |                |                                  |                                         | Image manquante Téléverser                                                                                                 |
| Synagogue | Paris, 11e arrondissement, 40 rue Orillon                                 | à géolocaliser                   |                |                                  |                                         | Image manquante Téléverser                                                                                                 |
| Synagogue Adath Israël | Paris, 11e arrondissement, 36 rue Basfroi                                 | à géolocaliser                   |                |                                  | XXe siècle                              | Image manquante Téléverser                                                                                                 |
| Synagogue | Paris, 11e arrondissement, 37 rue Les Trois Bornes                        | à géolocaliser                   |                |                                  |                                         | Image manquante Téléverser                                                                                                 |
| Synagogue Don Isaac Abravanel                                                                                              | Paris, 11e arrondissement, 84/86 rue de la Roquette                       | 48° 51′ 22″ nord, 2° 22′ 35″ est |                |                                  | 1962                                    | Synagogue Don Isaac Abravanel                                                                                              |
| Hôpital Rothschild | Paris, 12e arrondissement, rue Picpus                                     | à géolocaliser                   |                |                                  |                                         | Image manquante Téléverser                                                                                                 |
| Synagogue Rothschild | Paris, 12e arrondissement, 76 rue Picpus                                  | à géolocaliser                   |                |                                  |                                         | Image manquante Téléverser                                                                                                 |
| Synagogue Chivtei Israël                                                                                                   | Paris, 12e arrondissement, Cité Moynet                                    | à géolocaliser                   |                |                                  |                                         | Image manquante Téléverser                                                                                                 |
| Cité internationale universitaire de Paris, Cité Universitaire-Fondation Deutsch de la Meurthe                             | Paris, 14e et 19e arrondissements                                         | à géolocaliser                   |                |                                  |                                         | Image manquante Téléverser                                                                                                 |
| La Coupole (brasserie) | Paris, 14e arrondissements                                                | à géolocaliser                   |                |                                  |                                         | Image manquante Téléverser                                                                                                 |
| Cimetière du Montparnasse                                                                                                  | Paris, 14e arrondissement                                                 | à géolocaliser                   |                |                                  |                                         | Image manquante Téléverser                                                                                                 |
| Communauté juive libérale d'Île-de-France                                                                                  | Paris, 15e arrondissement, 11 rue Gaston de Cavaillet                     | à géolocaliser                   |                |                                  | 1985                                    | Communauté juive libérale d'Île-de-France                                                                                  |
| Synagogue Chasseloup-Laubat, synagogue des Forces Armées                                                                   | Paris, 15e arrondissement, 14 rue Chasseloup-Laubat                       | 48° 50′ 51″ nord, 2° 18′ 17″ est | « PA00086764 » | inscrit                          | 20e s.                                  | Synagogue Chasseloup-Laubat, synagogue des Forces ArméesHommage aux anciens combattants à la synagogue des Forces Armées   |
| Monument aux martyrs juifs du Vélodrome d'hiver et Vélodrome d'Hiver                                                       | Paris, 15e arrondissement, Place des Martyrs-Juifs-du-Vélodrome-d'Hiver   | à géolocaliser                   |                |                                  | 20e s.                                  | Image manquante Téléverser                                                                                                 |
| La Ruche (cité d'artistes)                                                                                                 | Paris, 15e arrondissements                                                | à géolocaliser                   |                |                                  |                                         | Image manquante Téléverser                                                                                                 |
| Union libérale israélite de France - Synagogue Copernic                                                                    | Paris, 16e arrondissement, 14 rue Copernic                                | à géolocaliser                   |                |                                  | 1907                                    | Union libérale israélite de France - Synagogue Copernic                                                                    |
| Synagogue de la rue de Montevideo                                                                                          | Paris, 16e arrondissement, 31 rue de Montevideo                           | à géolocaliser                   |                |                                  | 1893                                    | Image manquante Téléverser                                                                                                 |
| Quartier de la Plaine-de-Monceaux                                                                                          | Paris, 17e arrondissements                                                | à géolocaliser                   |                |                                  |                                         | Image manquante Téléverser                                                                                                 |
| Synagogue FCMZ | Paris, 17e arrondissements, 10 rue Barye                                  | à géolocaliser                   |                |                                  |                                         | Image manquante Téléverser                                                                                                 |
| Synagogue kedouchat Levi                                                                                                   | Paris, 18e arrondissement, 80 rue Doudeauville                            | à géolocaliser                   |                |                                  |                                         | Image manquante Téléverser                                                                                                 |
| Synagogue Montmartre | Paris, 18e arrondissement, 13-15 rue Sainte-Isaure                        | à géolocaliser                   |                |                                  |                                         | Synagogue Montmartre |
| Cimetière Montmartre | Paris, 18e arrondissement                                                 | à géolocaliser                   |                |                                  |                                         | Image manquante Téléverser                                                                                                 |
| Musée d'art juif | Paris, 18e arrondissement, 42 rue des Saules                              | à géolocaliser                   |                |                                  |                                         | Image manquante Téléverser                                                                                                 |
| Synagogue des Saules | Paris, 18e arrondissement, 42 rue des Saules                              | à géolocaliser                   |                |                                  |                                         | Image manquante Téléverser                                                                                                 |
| Synagogue | Paris, 18e arrondissement. 2 rue Tristan-Tzara                            | à géolocaliser                   |                |                                  |                                         | Image manquante Téléverser                                                                                                 |
| École Lucien-de-Hirsch (Paris)                                                                                             | Paris, 19e arrondissements                                                | à géolocaliser                   |                |                                  |                                         | Image manquante Téléverser                                                                                                 |
| Cimetière des Juifs Portugais de Paris, ou cimetière israélite de la Villette                                              | Paris, 19e arrondissement. 44 avenue de Flandre                           | 48° 53′ 12″ nord, 2° 22′ 23″ est | « PA00086764 » | inscrit                          | 18e s.                                  | Image manquante Téléverser                                                                                                 |
| Synagogue Michkenot Israël                                                                                                 | Paris, 19e arrondissement. 6 rue Jean-Nohain                              | à géolocaliser                   |                |                                  | 1993                                    | Synagogue Michkenot Israël                                                                                                 |
| Synagogue | Paris, 19e arrondissement. 11 rue du Plateau                              | à géolocaliser                   |                |                                  |                                         | Image manquante Téléverser                                                                                                 |
| Synagogue | Paris, 19e arrondissement. 4 rue de Thionville                            | à géolocaliser                   |                |                                  |                                         | Image manquante Téléverser                                                                                                 |
| Synagogue Julien-Lacroix                                                                                                   | Paris, 19e arrondissement, rue Julien-Lacroix                             | à géolocaliser                   |                |                                  |                                         | Image manquante Téléverser                                                                                                 |
| Synagogue Secrétan | Paris, 19e arrondissement. 54 avenue Secrétan                             | à géolocaliser                   |                |                                  |                                         | Image manquante Téléverser                                                                                                 |
| Synagogue de Belleville | Paris, 20e arrondissement. 118/120 boulevard de Belleville                | à géolocaliser                   |                |                                  |                                         | Image manquante Téléverser                                                                                                 |
| Cimetière du Père-Lachaise, Enclos juif                                                                                    | Paris, 20e arrondissement, rue Julien-Lacroix                             | 48° 51′ 43″ nord, 2° 23′ 39″ est |                | site classé, monument historique | 1804                                    | Image manquante Téléverser                                                                                                 |
| Synagogue | Paris, 20e arrondissement, 49 rue de Pali-Kao                             | à géolocaliser                   |                |                                  |                                         | Image manquante Téléverser                                                                                                 |
| Communauté juive libérale d'Île-de-France                                                                                  | Paris, 20e arrondissement, 24 rue du Surmelin                             | à géolocaliser                   |                |                                  |                                         | Image manquante Téléverser                                                                                                 |

### Patrimoine juif de Seine-et-marne (77)
| Monument                                          | Adresse                                     | Coordonnées                      | Notice | Protection                             | Date        | Illustration                                      |
| ------------------------------------------------- | ------------------------------------------- | -------------------------------- | ------ | -------------------------------------- | ----------- | ------------------------------------------------- |
| Synagogue                                         | Bussy-Saint-Georges, boulevard des Genêts   | à géolocaliser                   |        |                                        |             | Image manquante Téléverser                        |
| Château de la famille Cahen d’Anvers              | Champs-sur-Marne                            | à géolocaliser                   |        |                                        |             | Image manquante Téléverser                        |
| Synagogue                                         | Chelles, 14 rue des Anémones                | à géolocaliser                   |        |                                        |             | Image manquante Téléverser                        |
| Synagogue                                         | Combs-la-Ville, 21 rue Saint-Jacques        | à géolocaliser                   |        |                                        |             | Image manquante Téléverser                        |
| Château Rothschild                                | Ferrières-en-Brie                           | à géolocaliser                   |        |                                        |             | Image manquante Téléverser                        |
| Synagogue de Fontainebleau                        | Fontainebleau, 38 rue Paul-Séramy           | 48° 24′ 12″ nord, 2° 42′ 15″ est |        | Des juifs de Lunéville à Fontainebleau | 1857        | Synagogue de Fontainebleau                        |
| Château Péreire                                   | Gretz-Armainvilliers                        | à géolocaliser                   |        |                                        |             | Image manquante Téléverser                        |
| Ancienne Synagogue transformée en centre culturel | La Ferté-sous-Jouarre, 28 boulevard Turenne | à géolocaliser                   |        | Voir aussi : L'ancienne synagogue      | 1890        | Ancienne Synagogue transformée en centre culturel |
| Cimetière israélite                               | La Ferté-sous-Jouarre, rue de Chamigny      | à géolocaliser                   |        |                                        | XIXe siècle | Image manquante Téléverser                        |
| Groupe scolaire AIU                               | Les Pavillons-sous-Bois                     | à géolocaliser                   |        |                                        |             | Image manquante Téléverser                        |
| A.C.I                                             | Meaux, 11 rue Paul-Barennes                 | à géolocaliser                   |        |                                        |             | Image manquante Téléverser                        |
| Synagogue                                         | Melun, rue Édouard-Branly                   | à géolocaliser                   |        |                                        |             | Image manquante Téléverser                        |
| Synagogue                                         | Noisiel, 5 rue du Cinna                     | à géolocaliser                   |        |                                        |             | Image manquante Téléverser                        |
| Synagogue                                         | Roissy-en-Brie, 1 avenue Paul-Cézanne       | à géolocaliser                   |        |                                        |             | Image manquante Téléverser                        |

### Patrimoine juif des Yvelines (78)
| Monument                                             | Adresse                                          | Coordonnées                      | Notice         | Protection  | Date | Illustration                                         |
| ---------------------------------------------------- | ------------------------------------------------ | -------------------------------- | -------------- | ----------- | ---- | ---------------------------------------------------- |
| Synagogue                                            | La Celle-Saint-Cloud, 1 allée des Etangs         | à géolocaliser                   |                |             |      | Image manquante Téléverser                           |
| Synagogue                                            | Le Vésinet, 29, rue Henri-Cloppet                | à géolocaliser                   |                |             |      | Image manquante Téléverser                           |
| Synagogue                                            | Le Vésinet, 29, rue Henri-Cloppet                | à géolocaliser                   |                |             |      | Image manquante Téléverser                           |
| Synagogue                                            | Maisons-Laffitte, 16 avenue du Général-De-Gaulle | à géolocaliser                   |                |             |      | Image manquante Téléverser                           |
| Synagogue                                            | Maurepas, 2 ter rue de Beauce                    | à géolocaliser                   |                |             |      | Image manquante Téléverser                           |
| Synagogue                                            | Poissy, 12 rue Laurence-Caroline                 | à géolocaliser                   |                |             |      | Image manquante Téléverser                           |
| Synagogue                                            | Saint-Germain-en-Laye, 6 impasse Saint-Léger     | à géolocaliser                   |                |             |      | Image manquante Téléverser                           |
| Synagogue                                            | Sartrouville, 11 rue de Stalingrad               | à géolocaliser                   |                |             |      | Image manquante Téléverser                           |
| Cimetière israélite                                  | Saint-Cyr-l'École                                | à géolocaliser                   |                |             |      | Cimetière israélite                                  |
| Synagogue                                            | Trappes, 17 rue de Stalingrad                    | à géolocaliser                   |                |             |      | Synagogue                                            |
| Ancienne Synagogue                                   | Trappes, allée des Yvelines                      | à géolocaliser                   |                |             |      | Image manquante Téléverser                           |
| Vestiges d'une synagogue encore localisés en 1887.   | Ferme du château de Trappes                      | à géolocaliser                   |                |             |      | Image manquante Téléverser                           |
| Cimetière israélite                                  | Trappes                                          | à géolocaliser                   |                |             |      | Cimetière israélite                                  |
| Synagogue                                            | Verneuil-sur-Seine, allée des Bleuets            | à géolocaliser                   |                |             |      | Image manquante Téléverser                           |
| Synagogue de Versailles et l’Orgue Cavaillé-Coll (?) | Versailles, 10 rue Albert-Joly                   | 48° 48′ 38″ nord, 2° 08′ 10″ est | « PA78000027 » | inscription | 1884 | Synagogue de Versailles et l’Orgue Cavaillé-Coll (?) |
| Synagogue de Versailles, Cimetière israélite         | Versailles                                       | à géolocaliser                   |                |             |      | Synagogue de Versailles, Cimetière israélite         |
| Cimetière des Gonards, Carré israélite               | Versailles                                       | à géolocaliser                   |                |             |      | Cimetière des Gonards, Carré israélite               |
| Synagogue Lechem Chamaïm                             | Poissy                                           | 48° 56′ 04″ nord, 2° 03′ 31″ est |                |             |      | Image manquante Téléverser                           |

### Patrimoine juif de l'Essonne (91)
| Monument               | Adresse                                       | Coordonnées                      | Notice | Protection | Date | Illustration               |
| ---------------------- | --------------------------------------------- | -------------------------------- | ------ | ---------- | ---- | -------------------------- |
| Synagogue Beth Gabriel | Athis-Mons, 28 avenue Jean-Pierre-Bénard      | 2° 22′ 57″ nord, 48° 42′ 41″ est |        |            |      | Image manquante Téléverser |
| Synagogue              | Brunoy, avenue du Petit-Château               | à géolocaliser                   |        |            |      | Image manquante Téléverser |
| Synagogue              | Étampes, 18-20 rue Evezard                    | à géolocaliser                   |        |            |      | Image manquante Téléverser |
| Synagogue              | Évry, 1 allée du Pourquoi-Pas                 | à géolocaliser                   |        |            |      | Synagogue                  |
| Synagogue              | Longjumeau, 7 rue Jules-Ferry                 | à géolocaliser                   |        |            |      | Image manquante Téléverser |
| Synagogue              | Les Ulis, Champs-Lasniers                     | à géolocaliser                   |        |            |      | Image manquante Téléverser |
| Synagogue              | Massy, allée Marcel-Cerdan                    | à géolocaliser                   |        |            |      | Image manquante Téléverser |
| Synagogue              | Sainte-Geneviève-des-Bois, 20 allée Léo-Ferré | à géolocaliser                   |        |            |      | Image manquante Téléverser |
| Synagogue              | Ris-Orangis, 1 rue Jean-Moulin                | à géolocaliser                   |        |            |      | Image manquante Téléverser |
| Synagogue              | Savigny-sur-Orge, 1 avenue de l'Armée-Leclerc | à géolocaliser                   |        |            |      | Image manquante Téléverser |
| Synagogue              | Vigneux-sur-Seine, 13 rue Gabriel-Péri        | à géolocaliser                   |        |            |      | Image manquante Téléverser |
| Synagogue              | Yerres, 43-49 rue Raymond-Poincaré            | à géolocaliser                   |        |            |      | Image manquante Téléverser |

### Patrimoine juif des Hauts-de-Seine (92)
| Monument                                                                        | Adresse                                          | Coordonnées                      | Notice         | Protection | Date             | Illustration                                                                    |
| ------------------------------------------------------------------------------- | ------------------------------------------------ | -------------------------------- | -------------- | --- | ---------------- | ------------------------------------------------------------------------------- |
| Synagogue                                                                       | Antony, rue René-Barthélémy                      | à géolocaliser                   |                | |                  | Image manquante Téléverser                                                      |
| Cimetière juif                                                                  | Antony                                           | à géolocaliser                   |                | |                  | Cimetière juif                                                                  |
| Synagogue                                                                       | Asnières-sur-Seine, 73 rue des Bas               | à géolocaliser                   |                | |                  | Image manquante Téléverser                                                      |
| Cimetière parisien de Bagneux, Carrés juifs et monument aux engagés volontaires | Bagneux, 45 avenue Marx-Dormoy                   | 48° 48′ 21″ nord, 2° 18′ 33″ est |                | | 15 novembre 1886 | Cimetière parisien de Bagneux, Carrés juifs et monument aux engagés volontaires |
| Synagogue de Boulogne-Billancourt                                               | Boulogne-Billancourt, 43 rue des Abondances      | 48° 50′ 51″ nord, 2° 13′ 49″ est | « PA00088084 » | inscrite voir aussi : Notice no IA00119885, sur la plateforme ouverte du patrimoine, base Mérimée, ministère français de la Culture | 1911             | Synagogue de Boulogne-Billancourt                                               |
| Château Rothschild                                                              | Boulogne-Billancourt                             | à géolocaliser                   |                | Inscrit MH (1997) |                  | Château Rothschild                                                              |
| Musée départemental Albert-Kahn                                                 | Boulogne-Billancourt                             | à géolocaliser                   |                | | 1855 à 1861      | Image manquante Téléverser                                                      |
| École Maïmonide (Boulogne-Billancourt)                                          | Boulogne-Billancourt                             | à géolocaliser                   |                | |                  | Image manquante Téléverser                                                      |
| Synagogue                                                                       | Châtillon, 10 rue Malakoff                       | à géolocaliser                   |                | |                  | Image manquante Téléverser                                                      |
| Synagogue                                                                       | Chaville, 10 allée des Fausses-Reposes           | à géolocaliser                   |                | |                  | Image manquante Téléverser                                                      |
| Synagogue                                                                       | Clichy, 26 rue Mozart                            | à géolocaliser                   |                | |                  | Image manquante Téléverser                                                      |
| Synagogue                                                                       | Colombes, 34 avenue Henri-Barbusse               | à géolocaliser                   |                | |                  | Image manquante Téléverser                                                      |
| Synagogue                                                                       | Fontenay-aux-Roses, 17 avenue Paul-Langevin      | à géolocaliser                   |                | |                  | Image manquante Téléverser                                                      |
| Synagogue                                                                       | Issy-les-Moulineaux, 72 boulevard Gallieni       | à géolocaliser                   |                | |                  | Image manquante Téléverser                                                      |
| Synagogue                                                                       | La Garenne-Colombes, 13 rue Léon-Maurice-Nordman | à géolocaliser                   |                | |                  | Image manquante Téléverser                                                      |
| Synagogue                                                                       | Levallois-Perret, 63 rue Louis-Rouquier          | à géolocaliser                   |                | |                  | Image manquante Téléverser                                                      |
| Synagogue                                                                       | Meudon-la-Forêt, 15 rue Paul-Demange             | à géolocaliser                   |                | |                  | Image manquante Téléverser                                                      |
| Synagogue                                                                       | Montrouge, 90 rue Gabriel-Péri                   | à géolocaliser                   |                | |                  | Image manquante Téléverser                                                      |
| Cimetière (mais rarement visitable)                                             | Montrouge                                        | à géolocaliser                   |                | |                  | Image manquante Téléverser                                                      |
| Synagogue                                                                       | Nanterre, 15 rue du Castel-Marly                 | à géolocaliser                   |                | |                  | Image manquante Téléverser                                                      |
| Synagogue de Neuilly                                                            | Neuilly-sur-Seine, 12 rue Ancelle                | à géolocaliser                   | « IA00079692 » | voir aussi : | 1878 ; 1937      | Synagogue de Neuilly                                                            |
| Synagogue                                                                       | Puteaux, 24 rue Roque-Fillol                     | à géolocaliser                   |                | |                  | Image manquante Téléverser                                                      |
| Synagogue                                                                       | Rueil-Malmaison, 6 rue René-Cassin               | à géolocaliser                   |                | |                  | Image manquante Téléverser                                                      |
| Synagogue                                                                       | Saint-Cloud, 5 rue d'Orléans                     | à géolocaliser                   |                | |                  | Image manquante Téléverser                                                      |
| Synagogue MJLF                                                                  | Sceaux, 98 rue Houdan                            | à géolocaliser                   |                | |                  | Image manquante Téléverser                                                      |
| Synagogue                                                                       | Suresnes, avenue Gustave-Stresemann              | à géolocaliser                   |                | |                  | Image manquante Téléverser                                                      |
| Mont Valérien                                                                   | Suresnes                                         | à géolocaliser                   |                | |                  | Image manquante Téléverser                                                      |
| Synagogue                                                                       | Vanves, 15 place Jarrousse                       | à géolocaliser                   |                | |                  | Image manquante Téléverser                                                      |
| Synagogue                                                                       | Vaucresson, 62 avenue Clarisse                   | à géolocaliser                   |                | |                  | Image manquante Téléverser                                                      |
| Synagogue                                                                       | Villeneuve-la-Garenne, 44 rue du Fond-de-la-Noue | à géolocaliser                   |                | |                  | Image manquante Téléverser                                                      |

### Patrimoine juif de Seine-Saint-Denis (93)
| Monument                                                                                   | Adresse                                                  | Coordonnées                      | Notice | Protection | Date | Illustration                                                                               |
| ------------------------------------------------------------------------------------------ | -------------------------------------------------------- | -------------------------------- | ------ | ---------- | ---- | ------------------------------------------------------------------------------------------ |
| Synagogue                                                                                  | Aubervilliers, 29 rue des Écoles                         | à géolocaliser                   |        |            |      | Image manquante Téléverser                                                                 |
| Synagogue                                                                                  | Aulnay-sous-Bois, 80 rue Maximilien-Robespierre          | à géolocaliser                   |        |            |      | Image manquante Téléverser                                                                 |
| Synagogue                                                                                  | Aulnay-sous-Bois, 3 avenue Clermont-Tonnerre             | à géolocaliser                   |        |            |      | Image manquante Téléverser                                                                 |
| Synagogue                                                                                  | Bagnolet, 17 rue Désiré-Vienot                           | à géolocaliser                   |        |            |      | Image manquante Téléverser                                                                 |
| Synagogue                                                                                  | Bobigny, 29 rue Jules-Guillemin                          | à géolocaliser                   |        |            |      | Image manquante Téléverser                                                                 |
| Synagogue                                                                                  | Bondy, 28 rue Villageoise                                | à géolocaliser                   |        |            |      | Image manquante Téléverser                                                                 |
| Synagogue                                                                                  | Clichy-sous-Bois, 21 allée Veuve-Lindet-Girard           | à géolocaliser                   |        |            |      | Image manquante Téléverser                                                                 |
| Synagogue                                                                                  | Drancy, boulevard Saint-Simon (quartier du Petit Drancy) | à géolocaliser                   |        |            |      | Synagogue                                                                                  |
| Musée                                                                                      | Drancy                                                   | à géolocaliser                   |        |            |      | Image manquante Téléverser                                                                 |
| Synagogue                                                                                  | Épinay-sur-Seine, 7 impasse Berthier                     | à géolocaliser                   |        |            |      | Image manquante Téléverser                                                                 |
| Synagogue                                                                                  | La Courneuve, 13 rue Saint-Just                          | à géolocaliser                   |        |            |      | Image manquante Téléverser                                                                 |
| Synagogue                                                                                  | Le Blanc-Mesnil, 65 rue Maxime-Gorki                     | à géolocaliser                   |        |            |      | Image manquante Téléverser                                                                 |
| Synagogue                                                                                  | Le Pré-Saint-Gervais, 7 avenue du Belvédère              | à géolocaliser                   |        |            |      | Image manquante Téléverser                                                                 |
| Synagogue                                                                                  | Le Raincy, 19 allée Chatrian                             | à géolocaliser                   |        |            |      | Image manquante Téléverser                                                                 |
| Synagogue                                                                                  | Les Lilas, 14 rue de la Croix-Lépine                     | à géolocaliser                   |        |            |      | Image manquante Téléverser                                                                 |
| Synagogue                                                                                  | Les Lilas, 12 rue Jean-Moulin                            | à géolocaliser                   |        |            |      | Image manquante Téléverser                                                                 |
| Synagogue                                                                                  | Livry-Gargan, 25 avenue Gallieni                         | à géolocaliser                   |        |            |      | Image manquante Téléverser                                                                 |
| Synagogue                                                                                  | Montreuil, 113 rue Parmentier                            | à géolocaliser                   |        |            |      | Image manquante Téléverser                                                                 |
| Synagogue                                                                                  | Neuilly-sur-Marne, 5-7, rue Gérard-Philipe               | à géolocaliser                   |        |            |      | Image manquante Téléverser                                                                 |
| Synagogue                                                                                  | Noisy-le-Grand, 15 rue des Bas-Heurts                    | à géolocaliser                   |        |            |      | Image manquante Téléverser                                                                 |
| Synagogue                                                                                  | Noisy-le-Sec, 2 rue de la Pierre-Feuillère               | à géolocaliser                   |        |            |      | Image manquante Téléverser                                                                 |
| Synagogue                                                                                  | Pantin, 8 rue Gambetta                                   | à géolocaliser                   |        |            |      | Image manquante Téléverser                                                                 |
| Cimetière parisien de Pantin. Il comporte de nombreuses sections réservées aux israélites. | Pantin                                                   | 48° 54′ 16″ nord, 2° 24′ 37″ est |        |            |      | Cimetière parisien de Pantin. Il comporte de nombreuses sections réservées aux israélites. |
| Synagogue                                                                                  | Pierrefitte-sur-Seine, boulevard Pasteur                 | à géolocaliser                   |        |            |      | Image manquante Téléverser                                                                 |
| Synagogue                                                                                  | Romainville, 18 rue Alexandre-Dumas                      | à géolocaliser                   |        |            |      | Image manquante Téléverser                                                                 |
| Synagogue                                                                                  | Rosny-sous-Bois, 62-64 rue Lavoisier                     | à géolocaliser                   |        |            |      | Image manquante Téléverser                                                                 |
| Synagogue                                                                                  | Saint-Denis, 1 rue Emile-Connoy                          | à géolocaliser                   |        |            |      | Image manquante Téléverser                                                                 |
| Synagogue                                                                                  | Saint-Denis, 51 boulevard Marcel-Sembat                  | à géolocaliser                   |        |            |      | Image manquante Téléverser                                                                 |
| Synagogue                                                                                  | Saint-Ouen, 10 rue Mariton                               | à géolocaliser                   |        |            |      | Image manquante Téléverser                                                                 |
| Synagogue                                                                                  | Sevran, 25 rue du Docteur-Roux                           | à géolocaliser                   |        |            |      | Image manquante Téléverser                                                                 |
| Synagogue                                                                                  | Stains, 8 rue Lamartine                                  | à géolocaliser                   |        |            |      | Image manquante Téléverser                                                                 |
| Synagogue                                                                                  | Villemomble, 16 avenue Maurice                           | à géolocaliser                   |        |            |      | Image manquante Téléverser                                                                 |
| Synagogue                                                                                  | Villepinte, place Condorcet                              | à géolocaliser                   |        |            |      | Image manquante Téléverser                                                                 |

### Patrimoine juif du Val-de-Marne (94)
| Monument               | Adresse                                               | Coordonnées                      | Notice         | Protection | Date   | Illustration               |
| ---------------------- | ----------------------------------------------------- | -------------------------------- | -------------- | ---------- | ------ | -------------------------- |
| Synagogue              | Alfortville, 1 rue Blanche                            | à géolocaliser                   |                |            |        | Image manquante Téléverser |
| Synagogue              | Bonneuil-sur-Marne, 51 rue Mont-Merly                 | à géolocaliser                   |                |            |        | Image manquante Téléverser |
| Synagogue              | Cachan, 28-30 avenue Beauséjour                       | à géolocaliser                   |                |            |        | Image manquante Téléverser |
| Synagogue              | Champigny-sur-Marne, 25 avenue du Général-De-Gaulle   | à géolocaliser                   |                |            |        | Image manquante Téléverser |
| Synagogue              | Charenton-le-Pont, 42 ter rue de Bordeaux             | à géolocaliser                   |                |            |        | Image manquante Téléverser |
| Synagogue              | Chevilly-Larue, 10 rue Adjudant-Chef-Dericbourg       | à géolocaliser                   |                |            |        | Image manquante Téléverser |
| Synagogue              | Choisy-le-Roi, 28 avenue Newburn                      | à géolocaliser                   |                |            |        | Image manquante Téléverser |
| Synagogue              | Créteil, 12 rue du 8-Mai-1945                         | à géolocaliser                   |                |            |        | Synagogue                  |
| Synagogue              | Fontenay-sous-Bois, 79 boulevard de Verdun            | à géolocaliser                   |                |            |        | Image manquante Téléverser |
| Synagogue              | Ivry-sur-Seine, 55 avenue Danielle-Casanova           | à géolocaliser                   |                |            |        | Image manquante Téléverser |
| Synagogue              | Joinville-le-Pont, 7 rue du 42e de Ligne              | à géolocaliser                   |                |            |        | Image manquante Téléverser |
| Synagogue              | La Queue-en-Brie, 15 rue Jean-Jaurès                  | à géolocaliser                   |                |            |        | Image manquante Téléverser |
| Synagogue              | La Varenne-Saint-Hilaire, 30 rue Saint-Hilaire        | à géolocaliser                   |                |            |        | Image manquante Téléverser |
| Synagogue              | Le Kremlin-Bicêtre, 41-45 rue John-Fizgerald-Kennedy  | à géolocaliser                   |                |            |        | Image manquante Téléverser |
| Synagogue              | Le Perreux-sur-Marne, 173 avenue du Général-De-Gaulle | à géolocaliser                   |                |            |        | Image manquante Téléverser |
| Synagogue              | Limeil-Brevannes, 20 avenue de la Sablière            | à géolocaliser                   |                |            |        | Image manquante Téléverser |
| Synagogue              | Maisons-Alfort, 92-94 rue Victor-Hugo                 | à géolocaliser                   |                |            |        | Image manquante Téléverser |
| Synagogue              | Nogent-sur-Marne, 11 bis rue Henri-Dunant             | à géolocaliser                   |                |            |        | Image manquante Téléverser |
| Synagogue              | Saint-Mandé, 46 avenue Robert-André-Vivien            | à géolocaliser                   |                |            |        | Image manquante Téléverser |
| Synagogue              | Saint-Mandé, 21 bis avenue Sainte-Marie               | à géolocaliser                   |                |            |        | Image manquante Téléverser |
| Synagogue              | Saint-Maur-des-Fossés, 10 bis avenue du Château       | à géolocaliser                   |                |            |        | Image manquante Téléverser |
| Synagogue              | Sucy-en-Brie, place de l'Église                       | à géolocaliser                   |                |            |        | Image manquante Téléverser |
| A.C.I                  | Sucy-en-Brie, 12-14 rue du Grand-Val                  | à géolocaliser                   |                |            |        | Image manquante Téléverser |
| Cimetière juif         | Thiais                                                | à géolocaliser                   |                |            |        | Cimetière juif             |
| A.C.I                  | Villejuif, 106 avenue Gournay                         | à géolocaliser                   |                |            |        | Image manquante Téléverser |
| Synagogue              | Villeneuve-Saint-Georges, 22 rue Eugène-Sue           | à géolocaliser                   |                |            |        | Image manquante Téléverser |
| Synagogue              | Villiers-sur-Marne, 30 rue Léon-Dauer                 | à géolocaliser                   |                |            |        | Image manquante Téléverser |
| Synagogue de Vincennes | Vincennes, 30 rue Céline-Robert                       | 48° 50′ 52″ nord, 2° 25′ 10″ est | « IA00075808 » | 1907       | 20e s. | Synagogue de Vincennes     |
| A.C.I                  | Vitry-sur-Seine, 95 avenue Jean-Jaurès                | à géolocaliser                   |                |            |        | Image manquante Téléverser |
| Synagogue              | Vitry-sur-Seine, 127 avenue Rouget-de-l'Isle          | à géolocaliser                   |                |            |        | Image manquante Téléverser |

### Patrimoine juif du Val d’Oise (95)
| Monument             | Adresse                                            | Coordonnées    | Notice         | Protection | Date | Illustration               |
| -------------------- | -------------------------------------------------- | -------------- | -------------- | ---------- | ---- | -------------------------- |
| Synagogue            | Argenteuil, 23 rue l'Asperge                       | à géolocaliser |                |            |      | Image manquante Téléverser |
| Synagogue            | Arnouville-lès-Gonesse, 1 rue Léon-Blum            | à géolocaliser |                |            |      | Image manquante Téléverser |
| Synagogue            | Enghien-les-Bains, 47 rue de Malleville            | à géolocaliser | « IA95000189 » |            | 1889 | Image manquante Téléverser |
| Synagogue            | Garges-lès-Gonesse, 14 rue Jean-Baptiste-Corot     | à géolocaliser |                |            |      | Image manquante Téléverser |
| Synagogue            | Gonesse, rue de la Liberté                         | à géolocaliser |                |            |      | Image manquante Téléverser |
| Synagogue            | Goussainville, 43 boulevard Pasteur                | à géolocaliser |                |            |      | Image manquante Téléverser |
| A.C.I                | Montmorency, 9 rue de Pontoise                     | à géolocaliser |                |            |      | Image manquante Téléverser |
| Synagogue            | Saint-Brice-sous-Forêt, 11 allée des Rouges-Gorges | à géolocaliser |                |            |      | Image manquante Téléverser |
| Synagogue            | Saint-Leu-la-Forêt, 2 rue Jules-Verne              | à géolocaliser |                |            |      | Image manquante Téléverser |
| Synagogue            | Saint-Ouen-l'Aumône, 9 rue de Chenevières          | à géolocaliser |                |            |      | Image manquante Téléverser |
| Synagogue            | Sarcelles, 74 avenue Paul-Valéry                   | à géolocaliser |                |            |      | Image manquante Téléverser |
| Centre communautaire | Sarcelles                                          | à géolocaliser |                |            |      | Image manquante Téléverser |
| Synagogue            | Sarcelles, 38 avenue du Château                    | à géolocaliser |                |            |      | Image manquante Téléverser |
| Synagogue            | Villiers-le-Bel, 1 rue Léon-Blum                   | à géolocaliser |                |            |      | Image manquante Téléverser |